# Dix Petites Clés
La caja de los diez cerrojos (français : Dix Petites Clés) est une bande dessinée espagnole illustrée par Francisco Ibáñez, appartenant à la franchise Mortadel et Filémon, éditée en 1971 (juillet 1984 en France sous le nom de Futt et Fill).

## Synopsis

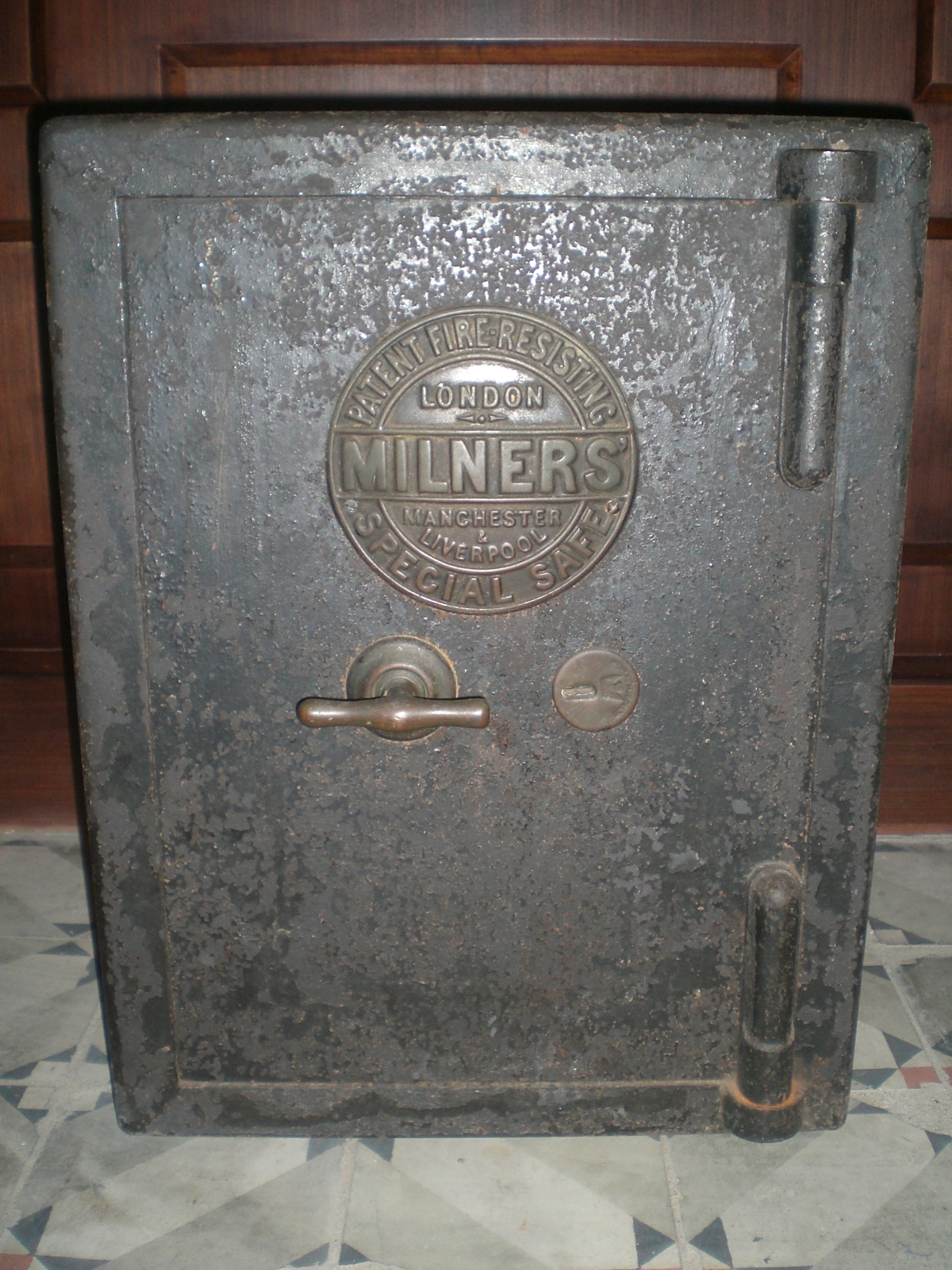
Mortadel et Filémon doivent trouver les dix clés qui ouvrent un coffre-fort.

À cette occasion, Mortadel et Filémon doivent ouvrir un coffre-fort dans lequel un multimillionnaire a placé toute sa fortune, bien que les agents de la T.I.A. ne sachent pas de quoi il s'agit. Le coffre est blindé, il est donc impossible de l'ouvrir autrement que par dix serrures, dont les clés sont cachées dans les coins les plus inattendus du monde, du Congo à la Lune (qui s'avère finalement être le nom d'un bar de la rue de Mortadel et Filémon), et la mission des agents consiste donc à récupérer les clés une à une.
Au bout de la boîte, une marionnette géante jaillit et, croyant à une plaisanterie, ils la jettent à la mer, toute brisée. La dernière vignette montre la boîte au fond de la mer avec la tête de la marionnette cassée, qui contenait un diamant gigantesque qu'ils n'avaient pas remarqué.

## Influences et postérité
Le gag consistant à écraser les hippopotames en les prenant pour des pierres était apparu dans la série d'animation Le gorille a bonne mine de Spirou et Fantasio en 1956. Ce gag est repris dans la série d'animation La litrona... ¡vaya mona! Elle est la première bande dessinée de Mortadel et Filémon où l'on retrouve un schéma qui sera répété dans les aventures suivantes : les agents doivent récupérer dix MacGuffins différents dans des lieux différents. D'autres exemples de cette technique sont Los diamantes de la gran duquesa (1972), El plano de Alí-gusa-no (1974) ou El caso del calcetín (1976).
Le seul candidat à avoir gagné les 50 millions de pesetas du jeu télévisé 50 x 15 a répondu correctement à l'une des questions finales, à savoir qui étaient les Hottentots, parce qu'il avait lu dans ce dessin animé le mot de passe « ces types à la moustache ont le visage d'un Hottentot ».